# Código Europeu de Boa Conduta Administrativa
O Código Europeu de Boa Conduta Administrativa é uma resolução do Parlamento Europeu cuja literatura constitui legislação correlata ao Estatuto dos Funcionários das Comunidades Europeias.

## História
A discussão da criação do código nasceu, em 1998,  em uma proposta do deputado Roy Perry que, foi aprovada em 6 de setembro de 2001 pelo Parlamento Europeu.

## Fundamento legal
O código é embasado no artigo 41 da Carta dos Direitos Fundamentais da União Europeia, que desde dezembro do ano 2000 compõe a parte II do tratado da Constituição Europeia.

## Conclamação
O código se pauta na generalização de uma consciência  administrativa e deontológica que o funcionalismo europeu deva desenvolver em seu trabalho no seio das instituições e órgãos da União Europeia. Sua implantação e fiscalização cabe ao Provedor de Justiça Europeu.